# 15436 Dexius
A 15436 Dexius (ideiglenes jelöléssel (15436) 1998 VU30) egy kisbolygó a Naprendszerben. A LINEAR projekt keretében fedezték fel 1998. november 10-én.